# Bram Eldering

Bram Eldering um 1895

Abraham „Bram“ Eldering (* 8. Juli 1865 in Groningen; † 17. Juni 1943 in Köln) war ein niederländischer Violinist und Hochschullehrer.

## Leben
Bram (Abkürzung von Abraham) Eldering studierte Violine zunächst in seiner Heimatstadt bei Christiaan Poortman und dann ab 1882 bei Jenő Hubay am Königlichen Konservatorium in Brüssel. Nach dessen Berufung an die Königlich-Ungarische Musikakademie Budapest folgte er 1886 seinem Lehrer. Mit Victor von Herzfeld und David Popper spielte er in Hubays Streichquartett. 1888 zog er nach Berlin, um bis 1890 seine Studien an der Hochschule für Musik bei Joseph Joachim fortzusetzen.
1891 trat er als Geiger in das Philharmonische Orchester Berlin ein. 1893 wurde er unter Hans von Bülow dessen 1. Konzertmeister.
1894, nach dem Tode von Bülows, wechselte er als Konzertmeister in die Meininger Hofkapelle, der er bis 1899 angehörte. Auf Einladung der Industriellenfamilie Weyermann nahm er zu Pfingsten 1896 mit anderen Mitgliedern des Orchesters an einem intimen Kammermusikfest auf dem Schloss Hagerhof bei Honnef teil und wirkte beim Vortrag von Robert Schumanns Streichquartett A-Dur und von Johannes Brahms’ Klavierquintett f-Moll – mit Brahms am Klavier – mit.
1899 wurde er als Dozent an das Konservatorium Amsterdam berufen. Ab 1903 lehrte er als Professor am Kölner Konservatorium. Von 1903 bis 1934 wirkte er als Konzertmeister des Kölner Gürzenich-Orchesters.

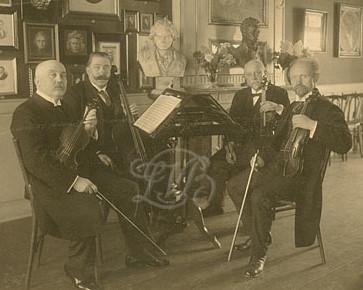
Das Bram-Eldering-Quartett im Beethovenhaus Bonn

Zudem wurde er erster Geiger im von Gustav Hollaender 1888 gegründeten Gürzenich-Quartett, dem noch Carl Körner, Josef Schwartz und Friedrich Grützmacher der Jüngere angehörten. Als Bram-Eldering-Quartett gelangte das Ensemble zu Weltruhm. Nach dem Tode Friedrich Grützmachers übernahm 1919 Emanuel Feuermann den Cello-Part. Auch diese Tätigkeit beendete Eldering mit seinem Eintritt in den Ruhestand im Juli 1934.
Neben seinem Amsterdamer Nachfolger Carl Flesch, mit dem er in Briefkontakt stand, war er einer der prägenden Violinpädagogen seiner Zeit. Zu seinen Schülern gehörten Siegfried Borries, Adolf Busch, Ernst Lothar von Knorr, Riele Queling, Hans Raderschatt, Quirin Rische, Hans-Ludwig Schilling, Wilhelm Stross, Max Strub und Maurits van den Berg sowie Theo Giesen (1922–1990), der später erster Konzertmeister des Gürzenich-Orchesters und dann Gründungsmitglied und erster Konzertmeister des Kölner Rundfunk-Sinfonie-Orchesters (KRSO) wurde.
1898 heiratete er in Appingedam Berrendina Knaap (* 1869 Appingedam;  † 1945 Immekeppel). Das Paar hatte 2 Kinder, der Sohn Bram (* 1899 in Meiningen) wurde Gynäkologe.
Eldering starb im Alter von 77 Jahren am 17. Juni 1943 durch einen Bombenangriff in seinem Haus in Köln-Riehl. Er wurde auf dem Westfriedhof beigesetzt.